# Miani
Miani é uma cidade do Paquistão localizada na província de Punjab.
Keshav Malik, poeta indiano, crítico de artes e curador, nasceu em Miani a 5 de novembro de 1924.